# Јован Хорват
Јован Хорват от Куртич (Велики Варадин, 1722–1786, Старо Салтово) био је руски генерал српског порекла. Као аустријски пуковник он носи заслуге за масовно исељавање Срба у Русију средином 18. века.

## Биографија
Рођен у српској породици од оца Самуила у граду Великом Варадину (Орадеа Маре) у другој деценији 18. века. Постоје два податка о његовом рођењу: старији – 1713. и новији – 1722. године који је дао украјински историчар Антон Ханул. Новији подаци наводе да није рођен у Куртичу.
Хорват је пореклом из Македоније, из места Арвати, у Доњој Преспи. Имали су ту његови преци имање још од времена српских владара Немањића. Деда Марко Хорват се преселио у Аустрију у другој половини 17. века, где је наставио да се бави трговином. Презиме је узео по називу свог родног села.
Отац Самуило Хорват се определио за војнички позив. За време Великог рата истакао се у борби код Великог Варадина, због тих заслуга је постао командант тог утврђења. Као војвода Великоварадински добио је 1689. године од аустријског цара Леополда I племићку диплому и грб, а "за верност и полезне заслуге". Носио је он и његови наследници племићки предикат "от Куртич", по поседу у околини Арада. Од цара Карла VI добио је Самуило 1707. године неколико пустара у Поморишју (између Мориша и Белог Криша) као и једно велико пољско имање. Самуило је почев од 1704. године учествовао у ради више црквено-народних сабора.
Јован је завршио војне школе, па као мајор, предводећи Пешачки пук из Поморишке границе, истакао се у Рату за аустријско наслеђе на баварском (1743) и на рајнском бојишту (1744). По повратку у Поморишје, 1745. године, у чину потпуковника распоређен је у Печку. Давао је запажене прилоге за српску цркву Светог Николе у Печки и манастире Ходош и Бездин. Учествовао је као посланик из војничког сталежа на српском Народно-црквеном сабору у Карловцима 1748. године.
Као граничарски капетан служио је у шанцу Печки у Поморишкој аустријској граници, до њеног укидања. Пред полазак у Русији пуковник Јован је продао своје имање Куртич и две пустаре у Мађарској.
Прво је био против и радио да до сеоба у Русији не дође, да би после дошло до преокрета; постао је главни руски агент за довођење Срба у Русију. Сарађивао је тајно са руским послаником у Бечу, Русом, грофом Михаилом Бестужевим. Добио је 5. јула 1751. године пасош за одлазак у Русију, и тако постао први српски колониста. Направио је план насељавања незадовољних Срба граничара у Русију, који је упутио руској царици Јелисавети Петровној. Било је то Петрограду 19. фебруара 1752. године.

## Хорватова "Нова Сербија" у Русији
Јован је довео у Кијев 10. октобра 1751. године прву групу српских насељеника. Са њим су дошли тада 218 особа, од којих – 77 милитараца, 82 члана породице и 59 слугу. Са собом су дотерали 159 коња. Претходно су пред пут у Русију положили заставе граничарске (17 барјака из места укинуте Поморишке границе) 13. јуна 1751. године, у арадски храм Светог апостола Петра и Павла.
Област Нова Србија утемељена је 1752. године. Додељена му је "Повеља" 11. јануара 1752. године од стране Правитељствујушћег сената Русије. Хорват је Нову Србију уредио према устројству аустријске Војне границе. Срби граничари су били пешадија (стрелци) и коњица (хусари) у одбрани тог степског подручја, али и учествовали по потреби у свим ратовима Русије. Формирао је два српска пука – хусарски и пешачки. Српским Хусарским пуком је командовао генерал Јован Хорват са командом и Новомиргороду, а Српским Пандурским (пешачким) пуком је командовао његов брат потпуковник Михајло Хорват у првој, Криловској роти - шанцу (потоњи Кировград).
Хорват је био врло предузимљив човек, национално свестан и пожртвован. Расељавао је друге националности и од Нове Србије правио етнички чисто српску област. Борио се против одрођавања и асимилације, радећи на подизању цркви и школа. Био је од 1758. године у сукобу са руским Синодом, јер је намеравао да преведе једног српског владику у Нову Србију. Желео је да ту оформи једну српску православну епархију. Хорват се старао да се у скоро сваком насељу подигне православна црква, а код Новомигорода и православни манастир. Ту су боравили на његов позив архимандрити Атанасије Милутиновић и Софроније Добрашевић. Нажалост није успео у свом српском подухвату, јер је то већ зазирало у политику.
Године 1759. основан је Новосербски корпус, на чијем се челу налазио генерал Хорват. Канцеларија "Новосрпског насеља" налазила се у граду Новомиргороду. Одатле је Хорват владао али и дошао под сумњу да је присвојио државни новац намењен насељеницима. Када је 1760. године од нових досељеника из Србије и Црне Горе у Новомиргороду формирао "Новомиргородски гарнизон", ови су се пожалили власти, јер су трпели оскудицу, Хорват их је растерао. Пријаве су наоколо идући стизале до Сената и владарке.

## Богати генерал
Руски генерал-мајор постаје он већ 29. децембра 1751. године, одмах по доласку у Русију. Био је ожењен са Магдаленом, а имали су синове: Антонија, Јосифа и Ивана. Породичних слугу било је увек око 50.
Сместио се командант Хорват одмах у Новомиргороду, у једној већ постојећој великој дрвеној кући. У дворишту су биле помоћне зграде, станови за слуге и велика штала са педесетак добрих коња. Дрворед липа је окруживао генералов "мали двор". Његова основна плата је 1752. године износила 2096 рубаља годишње, са придодатих још 1500 рубаља на чин. Он је контролисао трговце и механџије; уз командовање је на велико трговао. Поред куповина и махинација, злоупотребљавао је стални прилив новца из царске касе и повећавао свој капитал. Од 1758. године његове се биле слободе: Билетскавка и Онуфривка. Затим њему припада и слобода Генералово, на којој ће изнићи село Мала Виска. Осим наведеног, много земље је накуповао до 1760. године у Белгороду и Смоленску. Поред сва три напред наведена поседа у Новој Србији, купио је 1753. године и слободу Старо Салтово (или Стари Салтив), где је саградио православни храм посвећен Вазнесењу Господњем. У том селу је узео воденицу, четири амбара, дестилерију за алкохол, оранице, шуме и пашњаке. Најчешће је ту у Старом Салтову боравио, када није био у Новомиргороду. Постао је на крају каријере (1764) руски генерал лајтант Иван (Шамов или Самоилович) Хорват, притом веома богат човек. Руси иначе име Самуило преводе у Шамо. Толико богатство, моћ и широк утицај пратило је велико незадовољство и беда њему потчињених. То је брзо пало у очи оних који су бринули о реду и закону у Руској царевини.

## Сукоб за царским законом
Царица Катарина II је покренула велику истрагу, али Хорват је на разне начине, осујећивао и подмићивањем одлагао разрешење. Специјални војни суд смештен у тврђави Света Елизабета му је ипак "помрсио конце". Његова директна утаја утврђена је у износу од 125.000 рубаља. Индиректно је био одговоран за несврсисходно и претерано трошење чак 700.000 царских рубаља, на организацију Нове Србије. Доказана је тако његова кривица и осуђен је на смрт са одузимањем целокупне стечене имовине. Док је био заточен у тврђави Белгород, царица је 1. децембра 1764. године међутим изменила сурову пресуду. Протеран је на север у Вологду, у доживотну интернацију, где би водио повучен живот под надзором тамошњег гувернера. Али када су покривени сви државни дугови и надокнађена штета, могла је породица да узме натраг преосталу имовину. Са њим је протерана и његова породица. Хорват и породица су добијали и тада по 400 рубаља годишње, за издржавање, од коришћења некретнина. Живео је Хорват са породицом и слугама у Вологди, у парохији православног храма Светог апостола Петра и Павла.
Историчар Љубивоје Церовић је изнео политичку позадину, неочекивано горке судбине Јованове, који је као оклеветан, пао у царску немилост још 1762. године. Лишен је указом од 19. јула 1763. године генералског чина и команде над српским корпусом (Новом Србијом). За две године генерал Јован Хорват створио је територију која је окупила пет пукова, са организованом извршном и судском влашћу, као и са ингеренцијама када су у питању биле везе са суседним територијама. Налазећи се на челу Ново-сербског корпуса, апсолутистичком владавином, уз широка овлашћења Руског двора, створио је државу у држави. Сматрао је да ће на тај начин, са више ауторитета, заступати интересе српског народа на Руском двору. Све је подредио крајњем циљу да уз помоћ моћног Руског царства, ослободи отачаство својих предака. У настојањима да створи српско национално језгро у Руском царству Хорват није успео. Био је оптужен за злоупотребу положаја и корупцију – у чему се није нимало издвајао од својих савременика, руских генерала – па је 1763. године смењен и осуђен на смртну казну вешањем, која је преиначена на изгнанство у Вологду на северу Русије. Да би онемогућио конституисање српског националног језгра, Руски двор је на чело Нове Сербије довео Руса, генерала Мељгунова.

## Повратак
Хорват је провео 12 година у прогонству, на северу у Вологди. Од пропасти га је спасио 1775. године земљак, руски генерал Петар Текелија, који је измолио руску царицу Катарину Велику за његово ослобађање. Хорватово имање је одмах по кажњавању било одузето и дефицит државног новца у износу 64.999 рубаља је од тога прво намирен. Пре избављења, дошло је до наговештаја ; руска царица је 5. августа 1773. године декретом Хорватова имања пренела у власништво његове супруге и синове. Исти су власници били и по извештају из 1775. године. Остатак живота, почев од 1776. године провео је стари Хорват, је на својим имањима, а највише у Старом Салтову. Радило се још увек о великом броју насеља које је стекао; огромни иметак је био делимично окрњен. Године 1783. за Хорвата је констатовано да има 15.378 десетина земље. Само је, све што је имао у Новомиргороду изгубио, а тамошњи двор му је био сасвим уништен. Умро је Хорват 18. новембра 1786. године на свом поседу у Старом Салтову, и након опела у његовој Вазнесењској цркви, био сахрањен на месном гробљу. Његов син Димитрије је постао затим власник тог села следеће 1787. године. Петицијом највиших државних функционера попут Потемкина и Румјанцева, његови синови су затим враћени у војну царску службу и наставили каријере, напредујући до високих чинова.